# Liwny (Kaliningrad, Krasnosnamensk)
Liwny (russisch Ливны, deutsch Wisborienen, 1938–1945: Grenzhöhe, litauisch Visbarynai) ist ein verlassener Ort im Rajon Krasnosnamensk der russischen Oblast Kaliningrad.
Die Ortsstelle befindet sich fünf Kilometer nördlich von Pobedino (Schillehnen/Schillfelde) unmittelbar an der Szeszuppe, die hier die Grenze zu Litauen bildet. Am gegenüberliegenden Ufer befindet sich der litauische Ort Slavikai.

## Geschichte

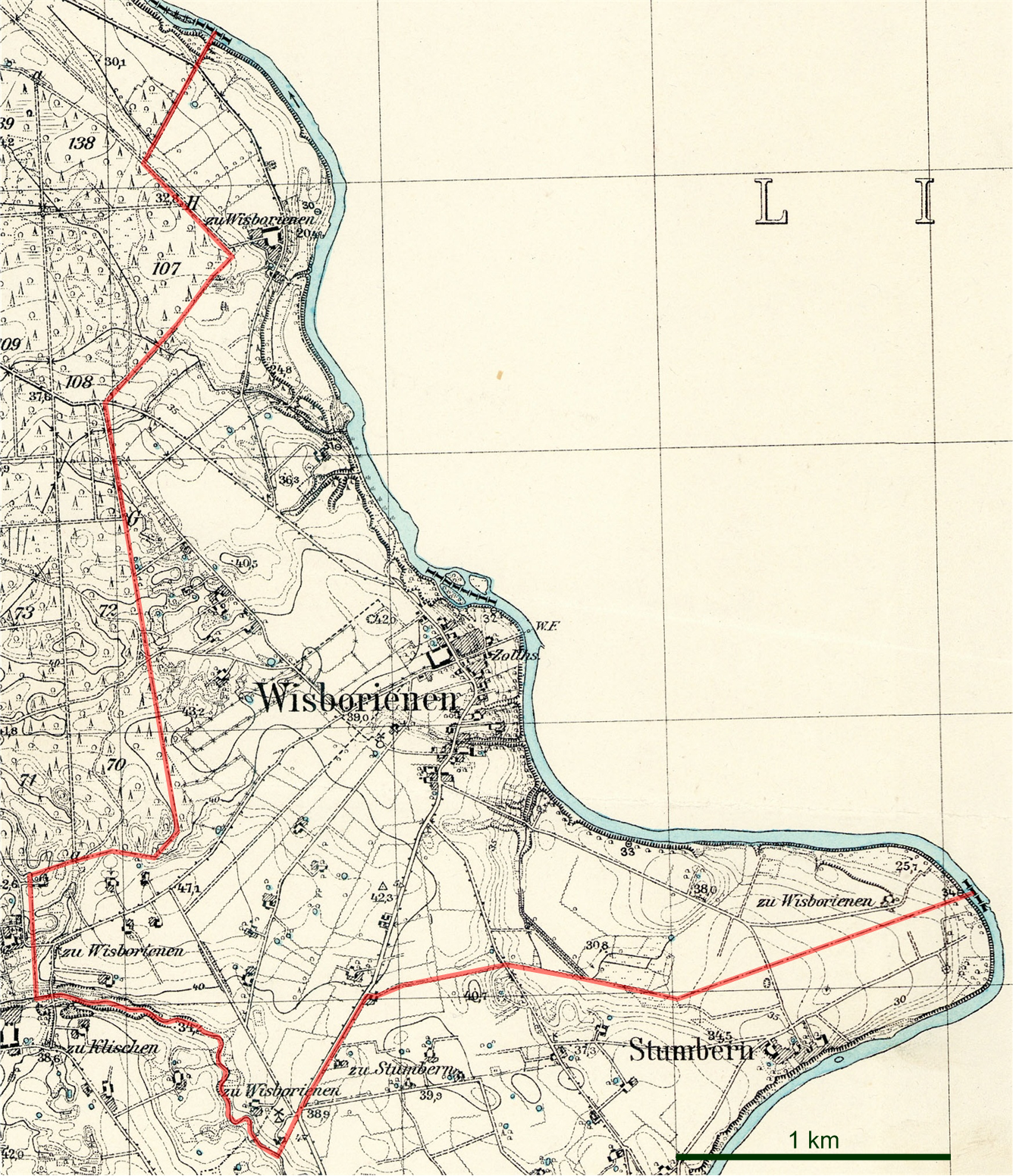
Die Landgemeinde Wisborienen auf einem Messtischblatt von 1927

Der recht große Ort wurde 1564 als Wißbarienen erwähnt. Er war ein Kristallisationspunkt der vorherigen Streusiedlung Dewentyn. Im 18. Jahrhundert war Wisborienen ein königliches Bauerndorf.
1874 wurde die Landgemeinde Wisborienen namensgebend für einen neu gebildeten Amtsbezirk im Kreis Pillkallen. Es gab dort einen Grenzübergang nach Litauen mit einem Zollhaus und einer Wagenfähre über die Szeszuppe. 1938 wurde Wisborienen in Grenzhöhe umbenannt.
1945 kam der Ort in Folge des Zweiten Weltkrieges mit dem nördlichen Ostpreußen zur Sowjetunion. 1947 erhielt er den russischen Namen Liwny und wurde gleichzeitig dem neu gebildeten Dorfsowjet Pobedinski selski Sowet im Rajon Krasnosnamensk zugeordnet. Der Ort wurde vor 1988 aus dem Ortsregister gestrichen.

### Einwohnerentwicklung
| Jahr | Einwohner | Bemerkungen                  |
| ---- | --------- | ---------------------------- |
| 1867 | 484       |                              |
| 1871 | 441       |                              |
| 1885 | 419       |                              |
| 1905 | 419       | Davon 114 litauischsprachige |
| 1910 | 392       |                              |
| 1933 | 351       |                              |
| 1939 | 330       |                              |

### Amtsbezirk Wisborienen (Grenzhöhe) 1874–1945
Der Amtsbezirk Wisborienen wurde 1874 im Kreis Pillkallen eingerichtet. Er bestand zunächst aus 14 Landgemeinden (LG) und drei Gutsbezirken (GB).
| Name                    | Änderungsname von 1938 | Russischer Name nach 1945 | Bemerkungen |
| ----------------------- | ---------------------- | ------------------------- | --- |
| Albrecht-Naujehnen (LG) | Albrechtswalde         | Chalturino (?)            | |
| Bardszen (LG)           | Barschen               | Nachimowo                 | 1936 bis 1938: Bardschen |
| Bartkowen (GB)          |                        |                           | 1928 zur LG Hochfeld (ex Eydgimmischken) |
| Brödszen (LG)           | Lugeck                 |                           | 1936 bis 1938: Brödschen |
| Cziunken (GB)           |                        |                           | 1928 Zusammenschluss mit dem GB Tannenwalde zur LG Tannenwalde |
| Dickiauten (LG)         | Waldried               |                           | |
| Eydgimmischken (LG)     | Hochfeld (1928)        | Kowpakowo                 | seit 1940 Hochfeld (Ostpr.) |
| Grablaugken (LG)        | Grabfelde              |                           | |
| Guttpettern (LG)        | Gutpetern              |                           | |
| Klischen (LG)           |                        |                           | |
| Nathalwethen (LG)       | Brämerwalde            |                           | Die LG wurde um 1900 an den GB Nowischken aus dem Amtsbezirk Doristhal angeschlossen, gehörte als Vorwerk aber weiterhin zum Amtsbezirk Wisborienen. 1928 wurde der Hauptteil des GB Nowischken mit dem Vorwerk Nathalwethen in die LG Brämerhusen umgewandelt, die zum Amtsbezirk Doristhal gehörte. |
| Serbenten (LG)          |                        |                           | |
| Siemoken (LG)           | Hintertannen           |                           | zunächst Simoken geschrieben |
| Stumbern (LG)           | Auertal                |                           | |
| Tannenwalde (GB)        |                        |                           | 1928 Zusammenschluss mit dem GB Cziunken zur LG Tannenwalde |
| Uszdrawen (LG)          | Beutnerwalde           |                           | 1936 bis 1938: Uschdrawen |
| Wisborienen (LG)        | Grenzhöhe              | Liwny                     | |

1935 wurden die Landgemeinden in Gemeinden umbenannt. 1938 oder 1939 wurde der Amtsbezirk in Grenzhöhe umbenannt. Im Oktober 1944 umfasste der Amtsbezirk Grenzhöhe noch die 14 Gemeinden Albrechtswalde, Auertal, Barschen, Beutnerwalde, Grabfelde, Grenzhöhe, Gutpetern, Hintertannen, Hochfeld (Ostpr.), Klischen, Lugeck, Serbenten, Tannenwalde und Waldried. Die ehemaligen Gemeinden sind alle verlassen.

## Kirche
Wisborienen/Grenzhöhe gehörte zum evangelischen Kirchspiel Schillehnen. Es gab dort auch einige Katholiken, die bis 1930 in Bilderweitschen und dann in Schillehnen eingepfarrt waren.